# Horești (Fălești)
Horești è un comune della Moldavia situato nel distretto di Fălești di 1.456 abitanti al censimento del 2004

## Località
Il comune è formato dall'insieme delle seguenti località (popolazione 2004):
- Horești (904 abitanti)
- Lucăceni (385 abitanti)
- Unteni (167 abitanti)